# 和歌山市立貴志小学校
和歌山市立貴志小学校（わかやましりつ きししょうがっこう）は、和歌山県和歌山市栄谷にある市立小学校。

## 学校の構造
集中玄関が南側校舎にある。南側校舎には視聴覚室、図工室、給食室、図書室、理科室、パソコン室、ランチルームなどがあり、北側校舎には職員室、校長室、保健室などがある。また、校門は南側にあり、体育館は北側校舎のとなりに位置する。体育館前には創立百周年を記念した石碑が建立されており、「輝け貴志っ子世紀を越えて」と記されている。運動場は学校敷地内で一番北側にあり、西側にバックネットや体育倉庫、東側にジャングルジムやプールが位置する。南側校舎の屋根上にはソーラーパネルがあり、南側校舎1階玄関には電力供給量を表示するパネルが設置されている。

## 沿革
- 1900年（明治33年）11月19日 - 貴志尋常小学校として開校
- 1906年（明治40年）4月 - 教室狭隘につき1教室増築を決議する。
- 1909年（明治43年）8月5日 - 教員事務室を広げ、便所の新築などに着手する。9月1日完了
- 1919年（大正8年）9月6日 - 父兄会を開催、児童の運動服を選定。
- 1923年（大正12年）11月4日 - 関西児童オリンピック大会で庭球（テニス）3位
- 1929年（昭和4年）7月14日 - 児童貯金始まる。
- 1937年（昭和12年）6月2日 - 実習地100坪を新運動場として職員、児童共に地ならし作業開始。
- 1939年（昭和14年）10月28日 - 防空退避訓練を実施し、加太警察署の検閲を受ける。
- 1940年（昭和15年）9月5日 - 防空退避訓練実施
- 1941年（昭和16年）8月14日 - 運動場の南、北、東の三方コンクリート工事を行い完成。
- 1942年（昭和17年）7月1日 - 海草郡貴志村は和歌山市に編入され、和歌山貴志国民学校と改名。
- 1943年（昭和18年）8月24日 - 児童作業で運動場東側に防空壕を掘る。
- 1944年（昭和19年）
  - 4月16日 - 毎日曜を廃止。全校児童を2分割し交互に登校させる。
  - 4月24日 - みそ汁給食実施開始。
  - 7月28日 - 全校生徒に菓子の配給実施（1人20銭）
  - 8月4日 - 全校児童にパンの配給実施
  - 8月21日 - はじめて児童疎開を受け入れる。
  - 11月5日 - 給食用イナゴ捕り実施
- 1945年（昭和20年）
  - 4月18日 - 校舎を軍に貸与するため、借家で授業する。
  - 7月9日 - 午後10過ぎから和歌山大空襲。校舎、運動場などにも焼夷弾の落下があった。
  - 9月14日 - 全校児童に乾パンの配給実施
  - 11月17日 - 全校児童が食料補充のために栗拾い実施
- 1946年（昭和21年）12月24日 - 給食実施開始
- 1947年（昭和22年）
  - 2月 - 父兄会などを解散しPTAとする。
  - 5月30日 - 全校女児にDDT施行
- 1948年（昭和23年）
  - 3月1日 - 給食室完成
  - 12月24日 - 給食実施2周年を記念しパンとチョコレートの配給実施
- 1950年（昭和25年）
  - 3月1日 - パン給食開始　
  - 9月3日 - ジェーン台風により屋根などに被害
- 1951年（昭和26年）4月11日 - 本格的にパン給食開始
- 1952年（昭和27年）7月11日 - 大雨による出水で臨時休校
- 1953年（昭和28年）5月20日 - 永年懸案の給水設備完了
- 1956年（昭和31年）5月22日 - 和泉山脈、平井、木本にて毒蛾発生、注意する。
- 1962年（昭和37年）1月26日 - 気象観測所改修完了
- 1963年（昭和38年）10月29日 - 旧校舎100坪取り壊し作業開始
- 1964年（昭和39年）6月12日 - 鉄筋校舎完成
- 1966年（昭和41年）7月14日 - 小鳥小屋で鳩の飼育開始
- 1969年（昭和44年）7月14日 - プール竣工、使用開始
- 1973年（昭和48年）3月20日 - 鉄筋4教室完成
- 1974年（昭和49年）4月16日 - 木造2教室取り壊し作業開始
- 1975年（昭和50年）7月7日 - 体育館の起工式行われる。
- 1979年（昭和54年）
  - 6月8日 - 簡易プールのいたみがひどく撤去
  - 7月16日 - 新簡易プールを運動場の隅に設置
- 1981年（昭和56年）
  - 2月12日 - 学校分離について市長に陳情
  - 9月　週2回米飯給食になる。
- 1983年（昭和58年）3月25日 - 貴志南小学校の移転作業開始
- 1984年（昭和59年）6月8日 - 貴志南小学校の開校式実施
- 1988年（昭和63年）4月1日 - 和歌山大学教育実習校となる。
- 1991年（平成3年）5月15日　特別支援学級開級
- 2011年（平成23年）4月 - 分離独立で藤戸台小学校が開校

## 学校周辺
- 和歌山大学
- ふじと台（ふじと台開発後、児童数が大幅に増えた）
- 和歌山市立貴志中学校 - 卒業生は、原則として、ここに進学する。
- 南海電鉄紀ノ川駅
- 大年神社
- 日航社宅
- 和歌山県道752号和歌山阪南線（旧国道26号）

## 通学区域が隣接している学校
- 和歌山市立藤戸台小学校
- 和歌山市立貴志南小学校
- 和歌山市立貴志南小学校、和歌山市立松江小学校から選択可能な区域
- 和歌山市立野崎西小学校
- 和歌山市立楠見西小学校